# Filme coletivo
Um filme coletivo é um subgênero de filmes que consistem em vários curtas-metragens diferentes, muitas vezes vinculados por apenas um único tema, premissa ou breve evento interligado. Às vezes, cada um é dirigido por um diretor diferente. Estes diferem dos “filmes revue” como Paramount on Parade (1930) — que eram comuns em Hollywood nas primeiras épocas do cinema sonoro para mostrar suas estrelas e filmes relacionados com o estilo do vaudeville — filmes compostos e filmes de compilação.

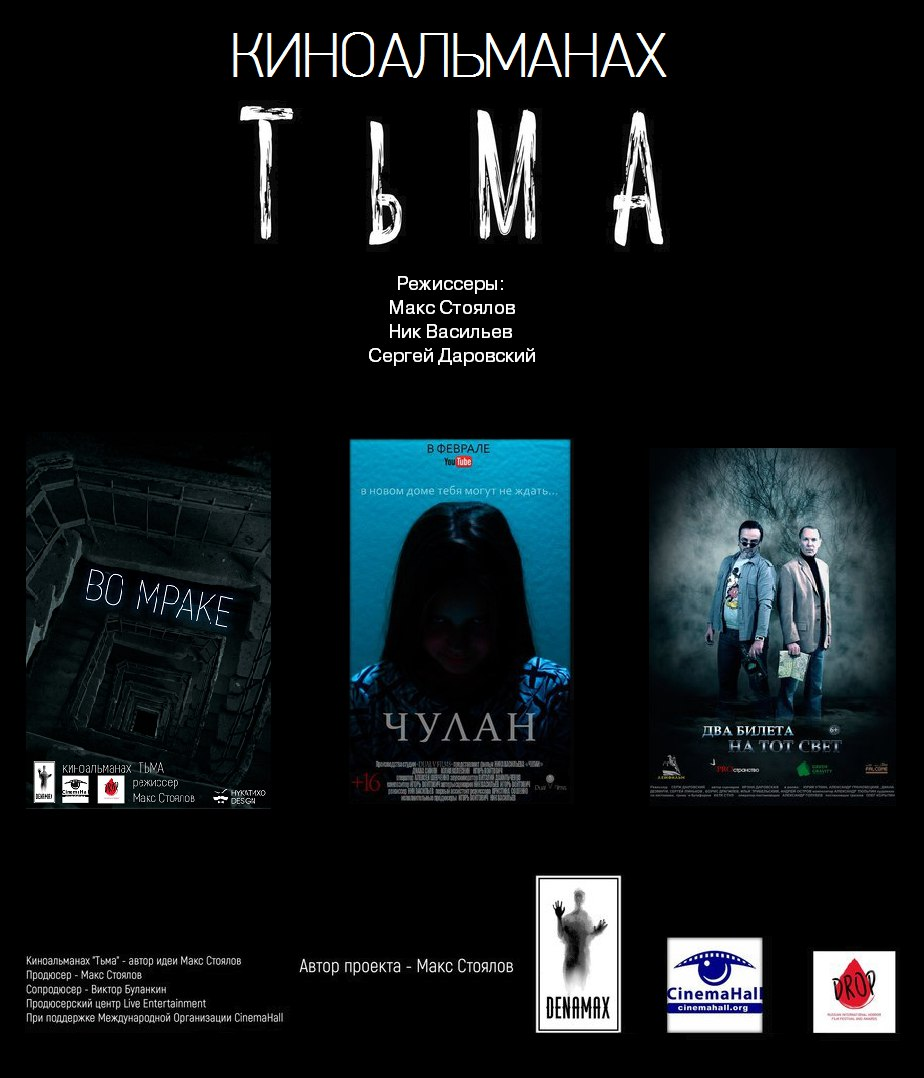

Às vezes, há um tema, como um lugar (por exemplo, New York Stories e Paris, je t'aime), uma pessoa (por exemplo, Four Rooms), ou uma coisa (como Twenty Bucks, Coffee and Cigarettes), que está presente em cada história e serve para uni-los. Dois dos primeiros filmes a usar a forma foram Grande Hotel de Edmund Goulding (1932), lançado pela MGM com um elenco de estrelas; e If I Had a Million da Paramount (também em 1932), apresentando segmentos dirigidos por um número de diretores.
Outros exemplos famosos de filmes coletivos são 11'9"01 September 11 lançado em 2002, e Cada Um Com Seu Cinema (Chacun son cinéma),  filme francês de 2007.